# Llista de monuments de Malla
Llista de monuments de Malla inclosos en l'Inventari del Patrimoni Arquitectònic Català pel municipi de Malla (Osona). Inclou els inscrits en el Registre de Béns Culturals d'Interès Nacional (BCIN) amb la classificació de monuments històrics, els Béns Culturals d'Interès Local (BCIL) de caràcter immoble i la resta de béns arquitectònics integrants del patrimoni cultural català.
| Monument                          | Protecció    | Estil/època                    | Localització                            | Coordenades                                          | Codi?         | Imatge |
| --------------------------------- | ------------ | ------------------------------ | --------------------------------------- | ---------------------------------------------------- | ------------- | --- |
| Castell de Malla, el Castelló     | BCIN 1016-MH | Medieval                       | Malla                                   | 41° 53′ 17″ N, 2° 13′ 46″ E / 41.888138°N,2.229550°E | RI-51-0005518 | Castell de Malla · Vegeu més fotos d'aquest monument · Carregueu una nova foto d'aquest monument                          |
| Albanell                          |              | Obra popular XVIII             | Malla Ctra. N-152, km 65                | 41° 53′ 57″ N, 2° 15′ 24″ E / 41.899084°N,2.256781°E | IPA-22920     | Albanell (Malla) · Vegeu més fotos d'aquest monument · Carregueu una nova foto d'aquest monument                          |
| Real                              |              | Obra popular                   | Malla Ctra. N-152, km 63                | 41° 53′ 39″ N, 2° 15′ 34″ E / 41.894238°N,2.259537°E | IPA-22922     | Real (Malla) · Vegeu més fotos d'aquest monument · Carregueu una nova foto d'aquest monument                              |
| Les Vinyes                        |              | Obra popular XX                | Malla Ctra. N-141c, km 46,7             | 41° 53′ 22″ N, 2° 14′ 25″ E / 41.889510°N,2.240216°E | IPA-22923     | Les Vinyes (Malla) · Vegeu més fotos d'aquest monument · Carregueu una nova foto d'aquest monument                        |
| La Font                           |              | Obra popular XVII-XVIII, XX    | Malla Ctra. N-152, km 64                | 41° 53′ 28″ N, 2° 13′ 30″ E / 41.891042°N,2.224947°E | IPA-22924     | Carregueu una nova foto d'aquest monument                                                                                 |
| Masferrer                         |              | Obra popular XVI-XVII          | Malla A 1 km al nord del nucli de Malla | 41° 53′ 45″ N, 2° 13′ 37″ E / 41.895847°N,2.226916°E | IPA-22925     | Masferrer (Malla) · Vegeu més fotos d'aquest monument · Carregueu una nova foto d'aquest monument                         |
| La Roca                           |              | Obra popular XIX-XX            | Malla Ctra. N-152, km 64                | 41° 53′ 21″ N, 2° 13′ 19″ E / 41.889302°N,2.221896°E | IPA-22926     | Carregueu una nova foto d'aquest monument                                                                                 |
| Paracolls                         |              | Obra popular XIX               | Malla Ctra. N-152, km 63                | 41° 53′ 24″ N, 2° 14′ 50″ E / 41.890119°N,2.247320°E | IPA-22927     | Carregueu una nova foto d'aquest monument                                                                                 |
| Tei                               |              | Obra popular XIX               | Malla Ctra. N-152, km 63                | 41° 53′ 19″ N, 2° 15′ 12″ E / 41.888611°N,2.253274°E | IPA-22928     | Carregueu una nova foto d'aquest monument                                                                                 |
| L'Om                              |              | Obra popular XVI-XVII          | Malla                                   | 41° 53′ 07″ N, 2° 14′ 00″ E / 41.885196°N,2.233306°E | IPA-22929     | L'Om (Malla) · Vegeu més fotos d'aquest monument · Carregueu una nova foto d'aquest monument                              |
| Collell                           |              | Obra popular XVIII             | Malla Ctra. N-152                       | 41° 51′ 30″ N, 2° 15′ 26″ E / 41.858454°N,2.257107°E | IPA-22930     | Carregueu una nova foto d'aquest monument                                                                                 |
| Coll                              |              | Obra popular XVII-XVIII, XIX   | Malla Ctra. N-152                       | 41° 51′ 08″ N, 2° 14′ 58″ E / 41.852258°N,2.249315°E | IPA-22931     | Carregueu una nova foto d'aquest monument                                                                                 |
| Torrellebreta                     |              | Obra popular XVI-XIX           | Malla Ctra. N-152                       | 41° 51′ 16″ N, 2° 15′ 27″ E / 41.854410°N,2.257585°E | IPA-22932     | Carregueu una nova foto d'aquest monument                                                                                 |
| Feu                               |              | Eclecticisme XIX-XX            | Malla Ctra. N-152                       | 41° 50′ 54″ N, 2° 14′ 54″ E / 41.848342°N,2.248253°E | IPA-22933     | Carregueu una nova foto d'aquest monument                                                                                 |
| Ricart                            |              | Eclecticisme XIX               | Malla Carretera C-17, km 55,8           | 41° 53′ 50″ N, 2° 14′ 24″ E / 41.897196°N,2.239883°E | IPA-22934     | Ricart (Malla) · Vegeu més fotos d'aquest monument · Carregueu una nova foto d'aquest monument                            |
| Església de Sant Vicenç de Malla  |              | Romànic X-XI, XII-XVI, XVII-XX | Malla                                   | 41° 53′ 14″ N, 2° 14′ 05″ E / 41.887214°N,2.234722°E | IPA-22935     | Església de Sant Vicenç de Malla (Malla) · Vegeu més fotos d'aquest monument · Carregueu una nova foto d'aquest monument  |
| Cementiri de Sant Vicenç de Malla |              | Darreres tendències XX Final   | Malla                                   | 41° 53′ 14″ N, 2° 14′ 04″ E / 41.887307°N,2.234540°E | IPA-22938     | Cementiri de Sant Vicenç de Malla (Malla) · Vegeu més fotos d'aquest monument · Carregueu una nova foto d'aquest monument |
| El Ballador                       |              | Obra popular XVIII-XX          | Malla                                   | 41° 53′ 33″ N, 2° 13′ 55″ E / 41.892627°N,2.232020°E | IPA-22939     | El Ballador (Malla) · Vegeu més fotos d'aquest monument · Carregueu una nova foto d'aquest monument                       |
| La Cirera                         |              | Obra popular XVII-XVIII, XX    | Malla                                   | 41° 54′ 19″ N, 2° 14′ 32″ E / 41.905361°N,2.242318°E | IPA-22940     | La Cirera (Malla) · Vegeu més fotos d'aquest monument · Carregueu una nova foto d'aquest monument                         |
| La Fàbrica                        |              | Obra popular XVII-XVIII        | Malla                                   | 41° 54′ 24″ N, 2° 14′ 59″ E / 41.906769°N,2.249635°E | IPA-22942     | Carregueu una nova foto d'aquest monument                                                                                 |
| L'Hostal Nou                      |              | Obra popular XX                | Malla                                   | 41° 54′ 18″ N, 2° 14′ 52″ E / 41.904887°N,2.247891°E | IPA-22943     | L'Hostal Nou (Malla) · Vegeu més fotos d'aquest monument · Carregueu una nova foto d'aquest monument                      |
| Edificacions annexes al Maset     |              | Obra popular XVII-XVIII        | Malla                                   | 41° 52′ 46″ N, 2° 14′ 14″ E / 41.879457°N,2.237170°E | IPA-22944     | Edificacions annexes al Maset (Malla) · Vegeu més fotos d'aquest monument · Carregueu una nova foto d'aquest monument     |
| Pratdesaba                        |              | Obra popular XVII-XVIII        | Malla                                   | 41° 53′ 53″ N, 2° 14′ 00″ E / 41.897980°N,2.233442°E | IPA-22945     | Pratdesaba (Malla) · Vegeu més fotos d'aquest monument · Carregueu una nova foto d'aquest monument                        |
| El Prat Gros                      |              | Obra popular XVIII-XX          | Malla                                   | 41° 52′ 42″ N, 2° 14′ 33″ E / 41.878209°N,2.242524°E | IPA-22947     | Carregueu una nova foto d'aquest monument                                                                                 |
| El Prat Xic                       |              | Obra popular XVIII-XX          | Malla                                   | 41° 52′ 41″ N, 2° 14′ 34″ E / 41.878181°N,2.242693°E | IPA-22948     | Carregueu una nova foto d'aquest monument                                                                                 |
| El Puig                           |              | Modernisme XX                  | Malla                                   | 41° 52′ 57″ N, 2° 13′ 48″ E / 41.882437°N,2.229877°E | IPA-22949     | El Puig (Malla) · Vegeu més fotos d'aquest monument · Carregueu una nova foto d'aquest monument                           |
| Masoveria del Puig, masoveria     |              | Obra popular XVII              | Malla                                   | 41° 52′ 57″ N, 2° 13′ 49″ E / 41.882561°N,2.230201°E | IPA-22951     | Masoveria del Puig (Malla) · Vegeu més fotos d'aquest monument · Carregueu una nova foto d'aquest monument                |
| Puigdollers                       |              | Obra popular XVII-XVIII, XX    | Malla                                   | 41° 53′ 41″ N, 2° 15′ 00″ E / 41.894786°N,2.250051°E | IPA-22953     | Carregueu una nova foto d'aquest monument                                                                                 |
| El Verdaguer                      |              | Obra popular XX                | Malla                                   | 41° 53′ 29″ N, 2° 13′ 53″ E / 41.891253°N,2.231351°E | IPA-22954     | El Verdaguer (Malla) · Vegeu més fotos d'aquest monument · Carregueu una nova foto d'aquest monument                      |
| Molí del Ral                      |              | Obra popular XIX-XX            | Malla                                   | 41° 53′ 39″ N, 2° 15′ 34″ E / 41.894225°N,2.259525°E | IPA-40802     | Carregueu una nova foto d'aquest monument                                                                                 |